# Sagittarius X-4
Sagittarius X-4, auch Sgr x-4 genannt, ist ein massearmer Röntgendoppelstern im Kugelsternhaufen NGC 6624 der Sagittarius-Konstellation. Mit einer Rotationszeit von nur 11 Minuten und 52 Sekunden ist dies das engste bekannte Doppelsternsystem.

## Entdeckung
Sgr X-4 wurde 1972 vom künstlichen Satelliten Uhuru1 entdeckt. Wie sein Name belegt (das X bezieht sich auf das englische Wort x-ray) ist dieses Doppelsternsystem eine der ersten bekannten Röntgenquellen. Seine Periodizität wurde 15 Jahre später, im Jahre 1987 mithilfe des EXOSAT-Satelliten nachgewiesen. Die Periodizität zeigt sich in einer sehr geringen Modulation (3 %) des von der Quelle empfangenen Röntgenflusses.

## Physikalische Eigenschaften
Die Eigenschaften der Röntgenemission weisen darauf hin, dass der kompakte Stern des Systems ein Neutronenstern ist, dessen gepulste Emission nicht wie in einem Pulsar beobachtet wird. Die extrem kurze Orbitalperiode impliziert, dass sich das System in einer sehr engen Umlaufbahn befindet (in der Größenordnung von 100.000 km). Dies legt wiederum nahe, dass der Begleitstern des kompakten Objekts in diesem System ein Weißer Zwerg ist (der einzige Stern, der wahrscheinlich klein genug ist, um in der Größe der Umlaufbahn eingefangen zu werden). Innerhalb des Kugelsternhaufens scheint es wahrscheinlich, dass dieses System aus einer Gezeitenabfangung des Neutronensterns durch den Stern, der sich in seiner Hauptreihen-phase befindet, resultiert. Der Neutronenstern hätte sich dann während seiner Phase als Roter Riese in der ausgedehnten Atmosphäre des Sterns befunden und spiralförmig langsam zur Mitte des Sterns bewegt, wobei der Prozess mit der Roten-Riesen-Phase des Sterns geendet hätte.